# Montoussin
Montoussin település Franciaországban, Haute-Garonne megyében. Lakosainak száma 130 fő (2022. január 1.). Montoussin Castelnau-Picampeau, Le Fousseret, Francon, Fustignac, Mondavezan és Montégut-Bourjac községekkel határos.

## Népesség
A település népességének változása:
| Lakosok száma | 97   | 91   | 108  | 104  | 129  | 131  | 132  | 129  | 129  | 130  |
|               | 1968 | 1982 | 1990 | 2006 | 2013 | 2015 | 2017 | 2019 | 2020 | 2022 |